# 长芳站
長芳站（韓語：장방역）是位于朝鮮民主主義人民共和國黃海南道海州市的一個鐵路車站。屬於黄海青年線和白川線。

## 邻近车站
黃海青年线
鹤岘站 - 長芳站 - 海州青年站
白川线
長芳站 - 葛山站